# Windhja

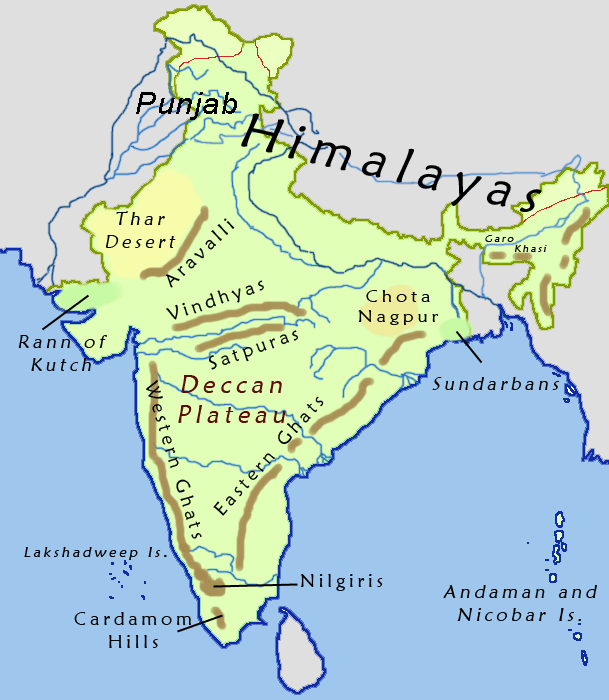
Główne pasma górskie subkontynentu indyjskiego

Windhja (dewanagari: विन्‍ध्य) – niewysokie (do 910 m n.p.m.) pasmo górskie w środkowych Indiach, rozciągające się równoleżnikowo na długości ok. 1000 km, oddzielające Nizinę Hindustańską od Wyżyny Dekańskiej. Góry te tradycyjnie uważane są za naturalną granicę pomiędzy północnymi a południowymi Indiami.